# Dido (lớp tàu tuần dương)
Lớp tàu tuần dương Dido là một lớp tàu tuần dương hạng nhẹ bao gồm 16 chiếc (tính cả lớp phụ Bellona) của Hải quân Hoàng gia Anh Quốc. Thiết kế của chúng bị ảnh hưởng mạnh bởi lớp tàu tuần dương hạng nhẹ Arethusa. Nhóm đầu tiên gồm ba chiếc được đưa ra hoạt động vào năm 1940, nhóm thứ hai (sáu chiếc) và nhóm thứ ba (hai chiếc) được đưa ra hoạt động trong những năm 1941–1942. Những chiếc trong lớp phụ Bellona được đưa ra hoạt động từ năm 1943 đến năm 1944. Hầu hết những chiếc trong lớp được đặt tên theo những hình tượng của thần thoại Hy Lạp.

## Thiết kế
Chúng được thiết kế như những tàu tuần dương phòng không (anti-aircaraft cruiser), chuyên hộ tống và bảo vệ các thiết giáp hạm, tàu sân bay cũng như các tàu chở hàng trước máy bay, tàu ngầm, tàu khu trục và tàu phóng lôi của đối phương. Sự nhiệt tình mà Bộ Hải quân Anh dành cho chúng là lo kết quả rất tốt trong chiến đấu; và vấn đề thực sự đối với kiểu tàu này là sự thiếu hụt tháp pháo và nhu cầu gia cố thêm phía trước để chịu đựng sức nặng các tháp pháo phía trước.

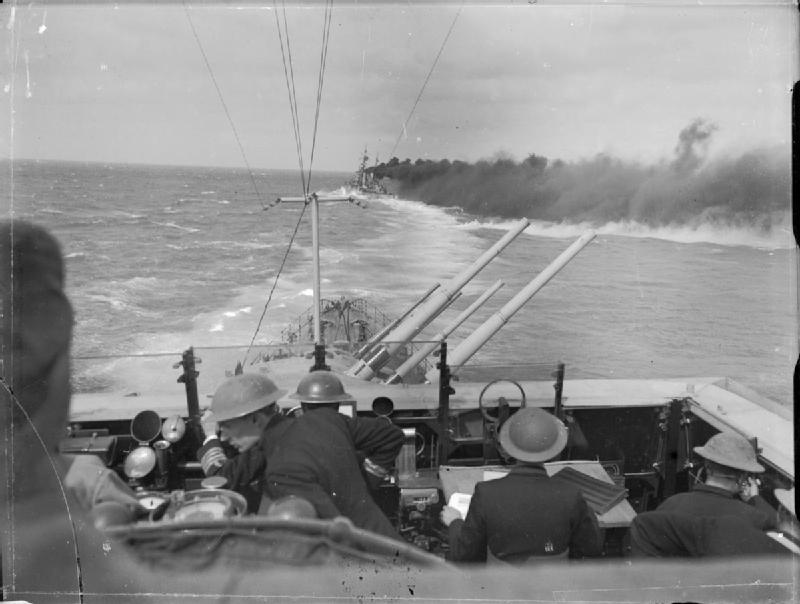
HMS Cleopatra tung ra màn khói che giấu một đoàn tàu vận tải; trong khi HMS Euryalus nâng các khẩu pháo 5.25 inch nhắm vào Hạm đội Ý trong Trận Sirte thứ hai, ngày 22 tháng 3 năm 1942

## Trang bị vũ khí
Theo thiết kế, những chiếc tàu tuần dương lớp Dido được trang bị 10 khẩu pháo lưỡng dụng QF 5.25 inch Mk I được bố trí trên 5 tháp pháo nòng đôi có thiết kế góc tròn tương tự dàn pháo phụ của các thiết giáp hạm thuộc lớp King George V. Tuy nhiên, việc thiếu hụt những khẩu pháo 5.25 inch do những khó khăn trong việc chế tạo đã dẫn đến việc những tàu tuần dương nhóm thứ nhất chỉ được trang bị 8 khẩu pháo 5.25 inch được bố trí trên 4 tháp pháo nòng đôi. Tháp pháo 5.25 inch nòng đôi thứ năm chỉ được bổ sung sau đó cho HMS Dido. Ngoài ra, các tàu nhóm một cũng được trang bị 1 khẩu pháo 100 mm (4 inch) để bắn pháo sáng và 2 tổ hợp pháo phòng không 4 nòng QF-2 pounder "pom-pom. 
Nhóm thứ hai có đủ năm tháp pháo 5.25 inch nòng đôi nhưng không được bổ sung pháo 4 inch (100 mm) nòng đơn. Vũ khí trang bị cho nhóm thứ ba (gồm HMS Scylla (98) và HMS Charybdis (88)) hoàn toàn thay đổi do việc thiếu hụt pháo 5.25 inch trong chiến tranh. 2 chiếc này chỉ được trang bị tám khẩu pháo QF 4.5-inch Mk III (114 mm) trên bốn tháp pháo. Pháo 4.5 inch phù hợp hơn trong thực tế với vai trò phòng không chính của các tàu lớp Dido vì thời gian để nạp đạn và khai hỏa của những khẩu pháo 4.5 inch nhanh và chúng có góc nâng cao hơn hẳn so với pháo 5.25 inch. Tháp pháo 4 inch (102 mm) nòng đơn được áp dụng trở lại, và số lượng vũ khí QF 2 pounder "pom-pom" được tăng từ tám lên mười khẩu.
Lớp phụ Bellona chỉ khác biệt đôi chút so với những chiếc thuộc lớp Dido tiền nhiệm. Chúng có tám khẩu pháo QF 5.25 inch Mark II được bố trí trên bốn tháp pháo và có dàn hoả lực phòng không được cải thiện đáng kể với 12 khẩu QF 2 pounder và 12 khẩu Oerlikon 20 mm. Tháp chỉ huy của lớp phụ Bellona được hạ thấp một sàn so với ba nhóm trước đó, cho phép kiểm soát toàn bộ bằng radar đối với các tháp pháo 5,25 inch (133 mm) và 2 pounder, nhờ vào việc giảm trọng lượng bên trên. Những con tàu này sử dụng Hệ thống điều khiển hỏa lực góc cao (HACS).

## Lịch sử hoạt động
Trong Chiến tranh Thế giới thứ hai, những chiếc trong lớp Dido đã tham gia nhiều hoạt động trên mọi chiến trường, bao gồm trận chiến mũi Matapan, trận Sirte thứ hai, Chiến dịch Torch, Chiến dịch Overlord và trận Okinawa, cũng như nhiều nhiệm vụ khác tại Địa Trung Hải và Thái Bình Dương. Một số chiếc trong lớp đã bị mất trong chiến tranh: Bonaventure, Charybdis, Hermione, Naiad, Scylla và Spartan. Những chiếc còn sống sót tiếp tục phục vụ sau chiến tranh, tất cả đều được cho ngừng hoạt vào những năm 1960. Bellona, Black Prince và Royalist được chuyển cho Hải quân Hoàng gia New Zealand mượn sau Thế Chiến II; trong khi Diadem được bán cho Pakistan vào năm 1956 và được đổi tên thành Babur.

## Các cải biến trong hoạt động

### Lớp phụDido
Bonaventure chỉ hoàn tất với bốn tháp pháo 5,25 inch nòng đôi do thiếu hụt trong sản xuất, và được trang bị một khẩu pháo 4 inch bắn pháo sáng ở vị trí X. Nó nhận được một bộ radar trước tháng 10 năm 1940, nhưng không có cải tiến nào khác.
Naiad hoàn tất với năm tháp pháo 5,25 inch. Nó được bổ sung năm khẩu 20 mm và radar Kiểu 279 vào tháng 9 năm 1941.
Phoebe hoàn tất với bốn tháp pháo, và được trang bị một khẩu 4 inch ở vị trí Q phía trước cầu tàu, nó được tháo dỡ trong một đợt tái trang bị từ tháng 11 năm 1941 đến tháng 4 năm 1942 tại New York cùng với các súng máy 0,5 inch và radar Kiểu 279, trong khi một khẩu đội 2 pounder bốn nòng thay chỗ cho pháo 4 inch và bổ sung 11 khẩu 20 mm nòng đơn. Dàn radar bao gồm các kiểu 281, 284 và 285. Tháp pháo A tạm thời được tháo dỡ vào cuối năm 1942 sau khi bị hư hại bởi ngư lôi. Khi được sửa chữa vào sáu tháng đầu năm 1943, cả ba khẩu 2 pounder bốn nòng và bảy khẩu 20 mm nòng đơn được tháo dỡ, thay bằng ba khẩu đội Bofors 40 mm bốn nòng và sáu khẩu 20 mm nòng đôi. Radar Kiểu 272 cũng được trang bị. Tháp pháo A được thay thế vào tháng 7 năm 1943. Dàn hỏa lực phòng không hạng nhẹ của nó vào tháng 4 năm 1944 gồm 12 khẩu 40 mm (3×4) và 16 khẩu 20 mm (6×2, 4×1).
Dido có bốn tháp pháo và một khẩu 4 inch tương tự như Phoebe. Khẩu 4 inch và súng máy được tháo dỡ vào nữa sau của năm 1941 tại Xưởng hải quân Brooklyn, khi tháp pháo Q được chở đến để trang bị và bổ sung năm khẩu 20 mm nòng đơn. Vào đầu mùa Hè năm 1943, ba khẩu 20 mm nòng đơn được thay thế bằng bốn khẩu 20 mm nòng đôi, và được bổ sung các bộ radar kiểu 272, 282, 284 và 285. Tuy nhiên, danh sách liệt kê vào tháng 4 năm 1944 cho thấy nó chỉ có tám khẩu 20 mm.

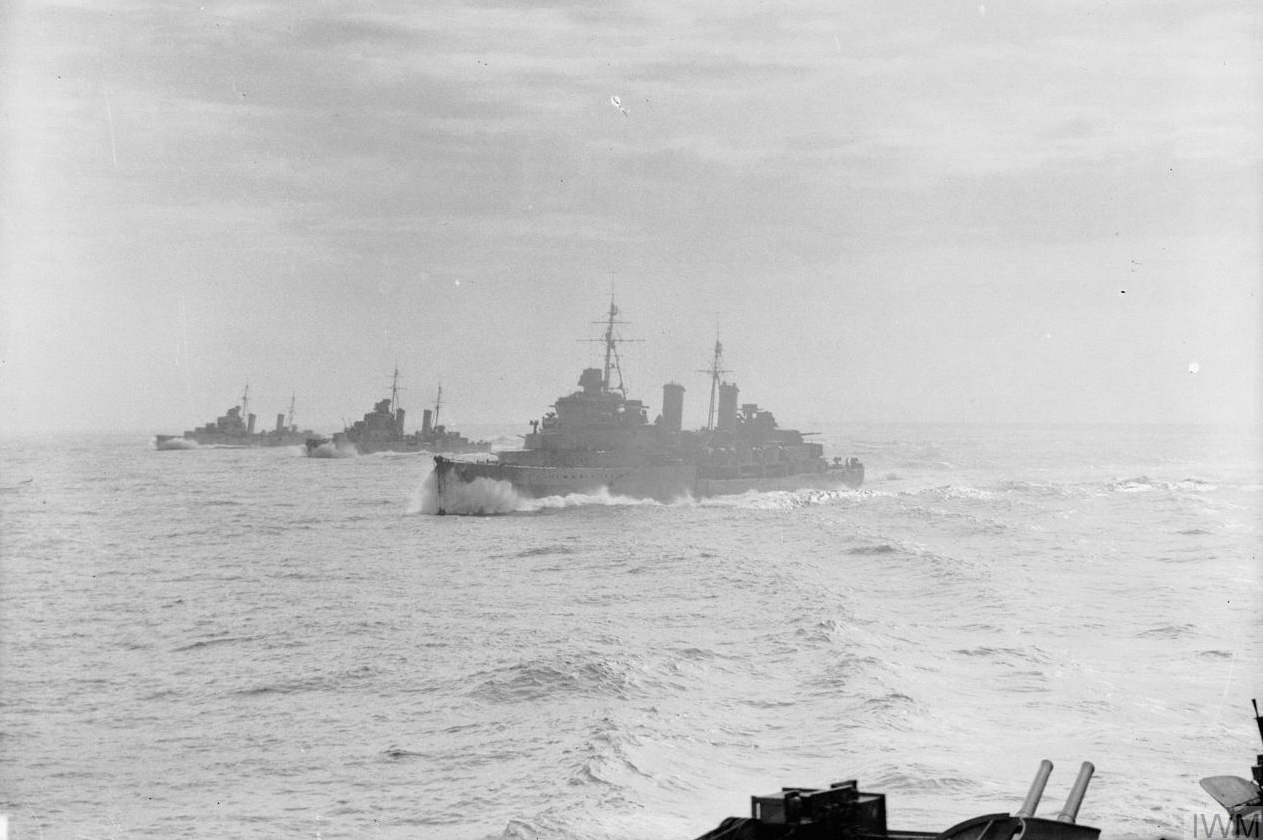
Các tàu tuần dương HMS Edinburgh, HMS Hermione và HMS Euryalus đang di chuyển theo đội hình hàng dọc đang khi hộ tống một đoàn tàu vận tải trong Chiến dịch Halberd.

Euryalus hoàn tất với cấu hình giống như dự định. Vào tháng 9 năm 1941, súng máy 0,5 inch được thay bằng năm khẩu 20 mm nòng đơn, rồi được bổ sung thêm hai khẩu vào tháng 9 năm 1942. Vào giữa năm 1943 hai khẩu 20 mm nòng đơn được thay bằng bốn khẩu 20 mm nòng đôi, và radar Kiểu 279 được thay bằng các kiểu 272, 281, 282 và 285. Trong một đợt tái trang bị kéo dài từ tháng 10 năm 1943 đến tháng 7 năm 1944, tháp pháo Q được thay thế bằng một khẩu đội 2 pounder bốn nòng và hai khẩu 20 mm nòng đôi. Radar kiểu 271 và 272 được thay bằng các kiểu 279b, 277 và 293.
Hermione cũng hoàn tất với năm tháp pháo. Súng máy 0,5 inch của nó được tháo dỡ vào tháng 10 - tháng 11 năm 1941 thay bằng năm khẩu 20 mm nòng đơn.
Sirius hoàn tất với năm tháp pháo và năm khẩu 20 mm nòng đơn, rồi được bổ sung thêm hai khẩu 20 mm nòng đơn vào giữa năm 1943. Một trong số chúng được tháo dỡ tại Massawa vào cuối năm 1943, bổ sung hai khẩu Bofors 40 mm Mk III nòng đơn. Tuy nhiên, danh sách liệt kê vào tháng 4 năm 1944 cho thấy nó chỉ có bảy khẩu 20 mm cho dàn hỏa lực phòng không hạng nhẹ. Đến tháng 4 năm 1945 nó tháo dỡ hai khẩu 20 mm nòng đơn để trang bị thêm hai khẩu 40 mm nòng đơn Mk III.
Cleopatra hoàn tất với hai khẩu 2 pounder nòng đơn vào năm 1942 thay cho số súng máy 0,5 inch, nhưng chúng được tháo dỡ vào giữa năm đó thay bằng năm khẩu 20 mm nòng đơn. Một khẩu 20 mm nòng đơn thứ sáu được bổ sung vào giữa năm 1943. Trong đợt sửa chữa kéo dài từ tháng 11 năm 1943 đến tháng 11 năm 1944, tháp pháo Q được tháo dỡ cùng với hai khẩu đội 2 pounder bốn nòng và năm khẩu 20 mm nòng đơn. Chúng được thay bằng ba khẩu Bofors 40 mm bốn nòng cùng sáu khẩu 20 mm nòng đôi và bốn khẩu nòng đơn.
Argonaut hoàn tất với bốn khẩu 20 mm nòng đơn thay cho số súng máy 0,5 inch. Tháp pháo Q của nó được tháo dỡ trong đợt sửa chữa vào năm 1943-1944 và tháo dỡ bốn khẩu 20 mm nòng đơn, thay bằng một khẩu đội 2 pounder bốn nòng và năm khẩu 20 mm nòng đôi. Vào tháng 4 năm 1944 dàn hỏa lực phòng không hạng nhẹ của nó bao gồm ba khẩu đội 2 pounder bốn nòng, sáu khẩu đội 20 mm vận hành bằng điện và năm khẩu nòng đơn. Vào Lúc kết thúc cuộc chiến tranh với Nhật Bản, nó được trang bị năm khẩu Bofors 40 mm Bofors và ba khẩu Bofors 40 mm nòng đơn Mk III.
Scylla được hoàn tất với bốn tháp pháo 4,5 inch Mark III trên bệ UD Mark III nòng đôi do sự thiếu hụt trong sản xuất tháp pháo 5,25 inch. Cấu trúc thượng tầng phía trước được cải biến đáng kể cho phù hợp với những thay đổi này, và để làm tăng khoảng trống cho thủy thủ đoàn. Dàn hỏa lực phòng không hạng nhẹ lúc hoàn tất bao gồm tám khẩu 20 mm nòng đơn. Sáu khẩu 20 mm nòng đôi vận hành bằng điện được bổ sung vào cuối năm 1943.
Charybdis cũng được hoàn tất với bốn tháp pháo 4,5 inch nòng đôi, và được bổ sung một pháo 4 inch Mark V nòng đơn phía trước vị trí X. mounting. Dàn hỏa lực phòng không hạng nhẹ của nó bao gồm bốn khẩu 20 mm nòng đơn và hai khẩu 2 pounder nòng đơn. Khẩu pháo sáng 4 inch và hai khẩu 2 pounder nòng đơn được tháo dỡ thay bằng hai khẩu 20 mm nòng đôi và hai khẩu nòng đơn, có lẽ vào khoảng năm 1943.

### Lớp phụBellona

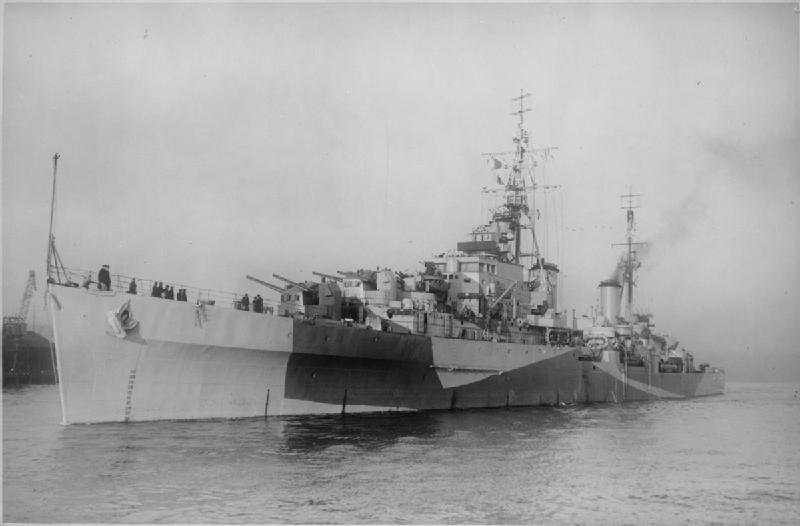
Tàu tuần dương HMS Diadem thuộc lớp phụ Bellona

Royalist được cải biến thành một soái hạm của Hải đội Hộ tống tàu sân bay ngay sau khi hoàn tất, khi được bổ sung hai khẩu 20 mm nòng đôi cùng bốn khẩu 20 mm nòng đơn. Nó là chiếc duy nhất trong lớp được hiện đại hóa rộng rãi sau chiến tranh.
Bellona được bổ sung bốn khẩu 20 mm nòng đơn vào tháng 4 năm 1944, rồi được thêm tám khẩu 20 mm nòng đơn nữa vào tháng 4 năm 1945.
Black Prince và Diadem cũng được bổ sung tám khẩu 20 mm nòng đơn, và thêm hai khẩu 20 mm nòng đôi vào đầu năm 1945.
Theo những thông tin biết được, Spartan không nhận được sửa đổi nào trước khi bị đánh chìm.

## Những chiếc trong lớp
| Tàu               | Đặt lườn             | Hạ thủy             | Hoạt động            | Số phận |
| Lớp phụ Dido      |                      |                     |                      | |
| Bonaventure (31)  | 30 tháng 8 năm 1937  | 19 tháng 4 năm 1939 | 24 tháng 5 năm 1940  | Bị tàu ngầm Ý Ambra đánh chìm phía Nam đảo Crete, 31 tháng 3 năm 1941                                                                      |
| Naiad (93)        | 26 tháng 8 năm 1937  | 3 tháng 2 năm 1939  | 24 tháng 7 năm 1940  | Bị tàu ngầm Đức U-565 đánh chìm phía Nam đảo Crete, 11 tháng 3 năm 1942                                                                    |
| Phoebe (43)       | 2 tháng 9 năm 1937   | 25 tháng 3 năm 1939 | 27 tháng 9 năm 1940  | Ngừng hoạt động 14 tháng 3 năm 1951; bị bán để tháo dỡ 1 tháng 8 năm 1956                                                                  |
| Dido (37)         | 26 tháng 10 năm 1937 | 18 tháng 7 năm 1939 | 30 tháng 9 năm 1940  | Ngừng hoạt động tháng 10 năm 1947; bị tháo dỡ 18 tháng 7 năm 1957                                                                          |
| Euryalus (42)     | 21 tháng 10 năm 1937 | 6 tháng 6 năm 1939  | 30 tháng 6 năm 1941  | Ngừng hoạt động 19 tháng 9 năm 1954; bị tháo dỡ 18 tháng 7 năm 1959                                                                        |
| Hermione (74)     | 6 tháng 10 năm 1937  | 18 tháng 5 năm 1939 | 25 tháng 3 năm 1941  | Bị tàu ngầm Đức U-205 đánh chìm phía Bắc Sollum, 16 tháng 6 năm 1942                                                                       |
| Sirius (82)       | 6 tháng 4 năm 1938   | 18 tháng 9 năm 1940 | 6 tháng 5 năm 1942   | Ngừng hoạt động 14 tháng 3 năm 1951; bị tháo dỡ 15 tháng 10 năm 1956                                                                       |
| Cleopatra (33)    | 5 tháng 1 năm 1939   | 27 tháng 3 năm 1940 | 5 tháng 12 năm 1941  | Ngừng hoạt động 15 tháng 2 năm 1953; bị tháo dỡ 15 tháng 12 năm 1958                                                                       |
| Argonaut (61)     | 21 tháng 11 năm 1939 | 6 tháng 9 năm 1941  | 8 tháng 8 năm 1942   | Ngừng hoạt động 6 tháng 7 năm 1946; bị tháo dỡ 19 tháng 11 năm 1955                                                                        |
| Scylla (98)       | 19 tháng 4 năm 1939  | 24 tháng 7 năm 1940 | 12 tháng 6 năm 1942  | Ngừng hoạt động 23 tháng 6 năm 1944; bị tháo dỡ 4 tháng 5 năm 1950.                                                                        |
| Charybdis (88)    | 9 tháng 11 năm 1939  | 17 tháng 9 năm 1940 | 3 tháng 12 năm 1941  | Bị các tàu phóng lôi Đức T23 và T27 đánh chìm ngoài khơi miền Bắc nước Pháp, 23 tháng 10 năm 1943                                          |
| Lớp phụ Bellona   |                      |                     |                      | |
| Royalist (89)     | 21 tháng 3 năm 1940  | 30 tháng 5 năm 1942 | 10 tháng 9 năm 1943  | Chuyển cho Hải quân Hoàng gia New Zealand 1956-1966; trả cho Anh Quốc 1967; bán để tháo dỡ tháng 11 năm 1967                               |
| Bellona (63)      | 30 tháng 11 năm 1939 | 29 tháng 9 năm 1942 | 29 tháng 10 năm 1943 | Chuyển cho Hải quân Hoàng gia New Zealand 1946; trả cho Anh Quốc tháng 4 năm 1956; ngừng hoạt động 1957; bán để tháo dỡ 5 tháng 2 năm 1958 |
| Black Prince (81) | 1 tháng 12 năm 1939  | 27 tháng 8 năm 1942 | 30 tháng 11 năm 1943 | Chuyển cho Hải quân Hoàng gia New Zealand 1946; trả cho Anh Quốc 1 tháng 4 năm 1956; bán để tháo dỡ tháng 3 năm 1962                       |
| Diadem (84)       | 15 tháng 12 năm 1939 | 21 tháng 8 năm 1942 | 6 tháng 1 năm 1944   | Ngừng hoạt động 1950; bán cho Hải quân Pakistan, 29 tháng 2 năm 1956; đổi tên thành Babur                                                  |
| Spartan (95)      | 21 tháng 12 năm 1939 | 27 tháng 8 năm 1942 | 10 tháng 1 năm 1943  | Bị bom lượn của máy bay Đức đánh chìm ngoài khơi Anzio, phía Tây nước Ý, 29 tháng 1 năm 1944                                               |